# Плешаков, Александр Яковлевич
Александр Яковлевич Плешаков (1922—2001) — подполковник Советской Армии, участник Великой Отечественной войны, Герой Советского Союза (1945).

## Биография
Александр Плешаков родился 21 июня 1922 года в селе Мумары (ныне — Наровчатский район Пензенской области). До призыва в армию проживал в Ташкенте, окончил там семь классов школы. В 1940 году Плешаков был призван на службу в Рабоче-крестьянскую Красную Армию. В 1943 году он окончил Чкаловскую военную авиационную школу пилотов. С июля того же года — на фронтах Великой Отечественной войны.
К октябрю 1944 года гвардии лейтенант Александр Плешаков был старшим лётчиком 7-го гвардейского штурмового авиаполка 230-й штурмовой авиадивизии 4-й воздушной армии 2-го Белорусского фронта. К тому времени он совершил 108 боевых вылетов на штурмовку скоплений боевой техники и живой силы противника, его важных объектов, нанеся ему большие потери.
Указом Президиума Верховного Совета СССР от 23 февраля 1945 года за «образцовое выполнение боевых заданий командования на фронте борьбы с немецкими захватчиками и проявленные при этом мужество и героизм» гвардии лейтенант Александр Плешаков был удостоен высокого звания Героя Советского Союза с вручением ордена Ленина и медали «Золотая Звезда» за номером 5321.
После окончания войны Плешаков продолжил службу в Советской Армии. В 1947 году он окончил Краснодарскую высшую офицерскую авиационную школу, в 1955 году — лётно-тактические курсы. В 1958 году в звании подполковника Плешаков был уволен в запас. Проживал и работал в Туле. Умер 4 декабря 2001 года.

Бюст на Аллее Героев в Наровчате

Был также награждён орденом Красного Знамени, двумя орденами Отечественной войны 1-й степени, орденом Отечественной войны 2-й степени, двумя орденами Красной Звезды и рядом медалей.

## Увековечение памяти
- Бюст Александра Плешакова установлен в селе Наровчат на Аллее Героев — уроженцев и жителей Наровчатского района Пензенской области.